# Anathallis jamaicensis
Anathallis jamaicensis är en orkidéart som först beskrevs av Robert Allen Rolfe, och fick sitt nu gällande namn av Carlyle August Luer. Anathallis jamaicensis ingår i släktet Anathallis och familjen orkidéer.
Artens utbredningsområde är Jamaica. Inga underarter finns listade i Catalogue of Life.